# Saga des frères jurés
La Saga des frères jurés (Fóstbrœðra saga en vieux norrois) est une œuvre littéraire médiévale. Elle fait partie des sagas des Islandais.
Elle se déroule au XIe siècle en Islande, au Groenland et en Norvège et relate l'histoire de deux frères de sang, Þorgeirr et Þormóðr.
Elle a été réécrite sous un ton parodique en 1952 par Halldór Laxness sous le titre de Saga des fiers-à-bras (Gerpla en islandais).